# Tofupavo

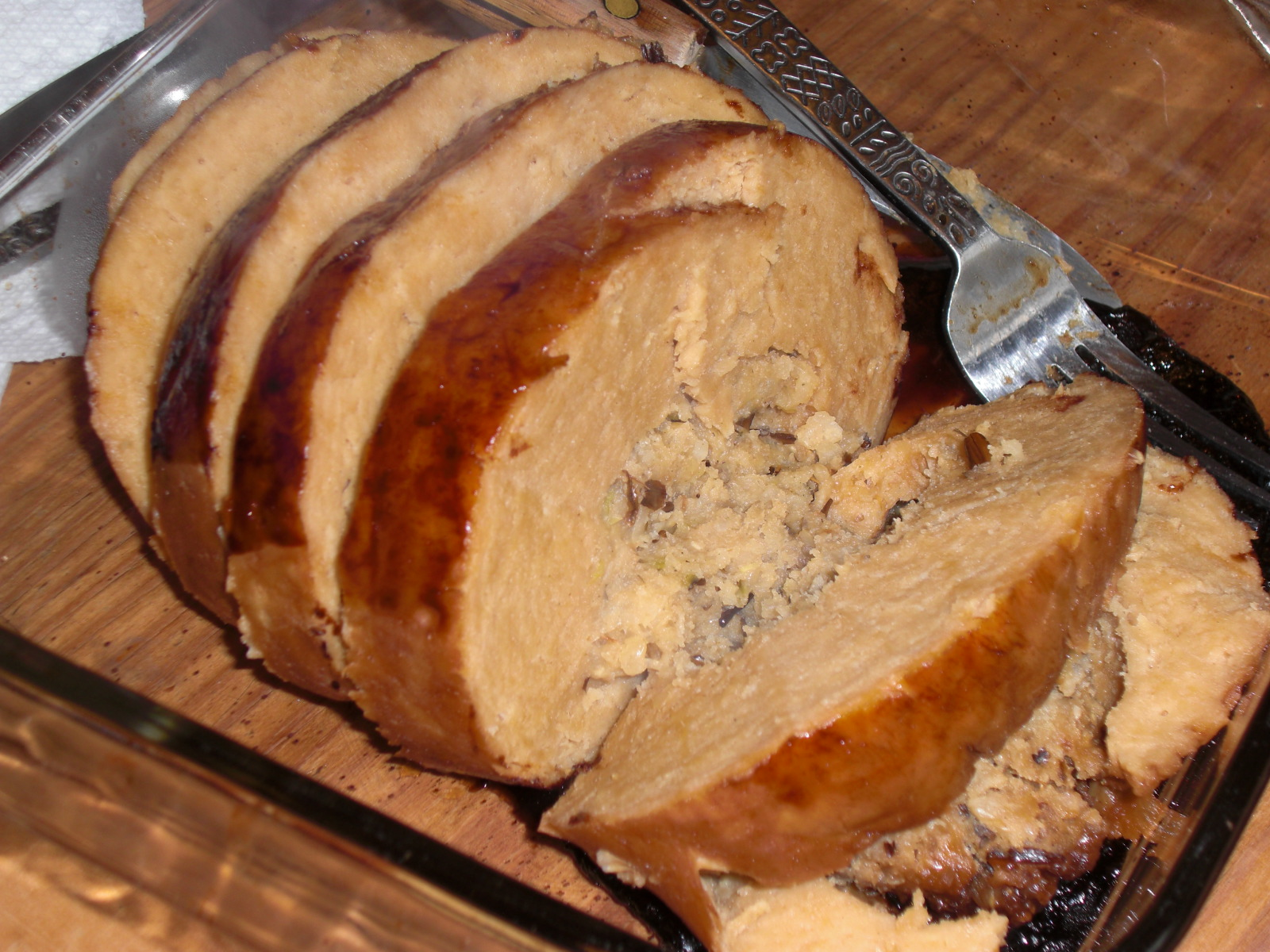
Tofupavo.

El tofupavo[cita requerida] es un alimento procesado a base de tōfu o seitán con forma e ingredientes que recuerdan a la carne de pavo. Suele emplearse como un sustituto de la carne en las comidas de vegetarianos, sobre todo como sustituto del pavo de la cena de Acción de Gracias o en las cenas de Navidad. En Estados Unidos se comercializa bajo la marca registrada de Tofurky y es parte de la producción de la compañía Turtle Island Foods. 